# Negenkleurige pitta
De negenkleurige pitta (pitta brachyura) is een vogelsoort uit de familie van de pitta's (Pittidae).

## Kenmerken
De negenkleurige pitta is 15 tot 20 cm groot en lijkt sterk op de Chinese pitta, de blauwvleugelpitta en de mangrovepitta. Kenmerkend voor deze pitta is de vrij brede okerkleurige wenkbrauwstreep.

## Leefwijze
Hoewel de dieren kunnen vliegen, geven ze er doorgaans de voorkeur aan om op de grond te blijven. Hun voedsel vinden ze op bosbodem en bestaat uit ongewervelde dieren zoals insecten en slakken maar ook wel kleine hagedissen.

## Verspreiding en leefgebied
De negenkleurige pitta broedt voornamelijk in het heuvelland aan de voet van de Himalaya van noordelijk Pakistan, India en Nepal en mogelijk tot Sikkim in het oosten. Ze broeden ook in heuvelland in midden India aan de rand van de West-Ghats zuidelijk tot Belgaum en Goa. In de winter trekken ze naar zuidelijke gebieden in India en Sri Lanka. Ze worden dan vaak op bijzondere plaatsen, soms in huizen, aangetroffen.

## Status
Het leefgebied van de negenkleurige pitta wordt waarschijnlijk steeds kleiner door ontbossingen. Het verspreidingsgebied is echter dermate groot, dat er geen aanleiding is te veronderstellen dat de soort wordt bedreigd in zijn voortbestaan. Daarom staat deze vogel als niet bedreigd op de Rode Lijst van de IUCN.